# Daniel C. Roper

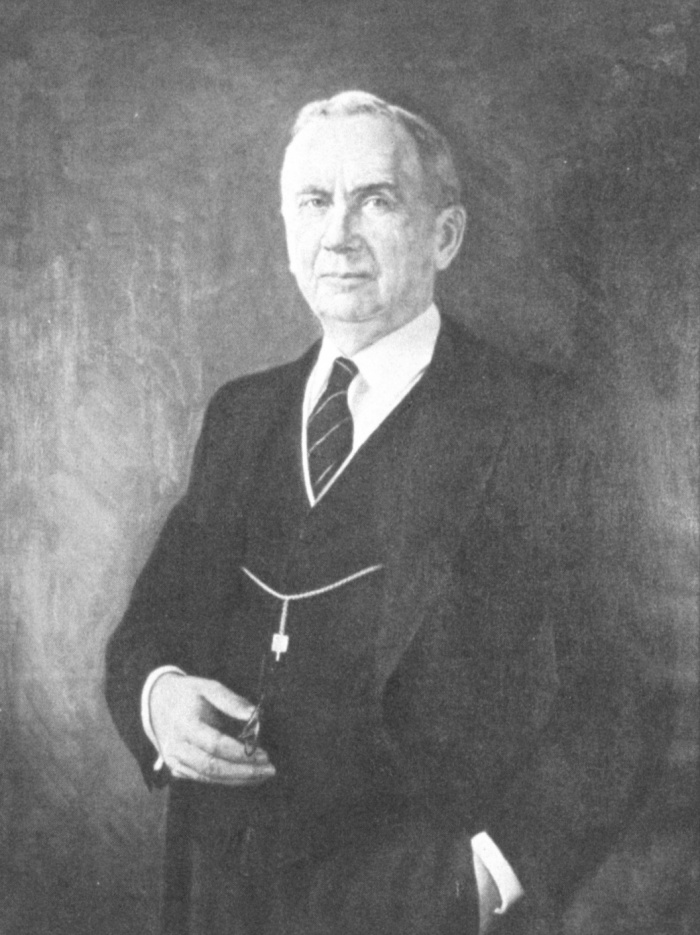
Daniel C. Roper

Daniel Calhoun Roper, född 1 april 1867 i Marlboro County, South Carolina, död 11 april 1943 i Washington, D.C., var en amerikansk tjänsteman, diplomat och demokratisk politiker. Han tjänstgjorde som USA:s handelsminister 1933-1938.
Roper utexaminerades 1888 från Trinity College (numera Duke University). Han gifte sig 1889 med Lou McKenzie. Paret fick två döttrar och fem söner. Roper avlade 1901 sin kandidatexamen i juridik, Bachelor of Laws.
Roper var ordförande för Woodrow Wilsons valkampanj i presidentvalet i USA 1916. Han var chef för skattemyndigheten Internal Revenue Service 1917-1920.
USA:s president Franklin D. Roosevelt utnämnde 1933 Roper till handelsminister. Han efterträddes 1938 av Harry Hopkins. Roper tjänstgjorde sedan 1939 som chef för USA:s diplomatiska beskickning i Kanada. Hans självbiografi Fifty Years of Public Life utkom 1941.
Ropers grav finns på Rock Creek Cemetery i Washington, D.C.